# Грб Лајковца
Грб је у облику штита чија основна боја – црвена асоцира на војничку храброст, подсећајући на чувену Колубарску битку 1914. године, а изражава и веру у успешан живот општине и њених житеља по вољи Божијој. Точак парне локомотиве са крилима указује да је кључни догађај за развој Лајковца пролазак првог воза на релацији Обреновац - Ваљево 1908. године. Златна боја симболизује духовно и материјално богатство, као и боју зрелог жита. Дијамант у хералдици представља угаљ, тако да употреба овог симбола указује на други кључни елемент и фактор развоја и опстанка општине, на припадност Колубарском басену.
У глави штита је хермелин као типична ознака Краљевства и подсећа на заслуге Титулара у опстанку Србије и њеној државности. Године 1284, за време владавине Краља Стефана Драгутина Немањића, овај крај је први пут формално постао део Србије. По предању, у манастиру Боговађа је гробно место српскога владара Деспота Гргура Бранковића - Слепога (Монаха Германа). У хермелинском пољу налази се глава рањеног вепра, као симбол неустраживог борца, чија примена је поткрепљена историјским чињеницама и записима. Глава вепра се појављује као мотив на најстаријим српским грбовима, на печату Правитељствујушчег совјета из периода када је седиште Совјета било у манастиру Боговађа, као и на застави устаника. Изнад штита је бедемска круна са три видљива мерлона - симболизује места према његовом статусу и броју становника (три мерлона означавају место до 100.000 становника).